# Samodzielna Odeska Brygada Strzelecka
Samodzielna Odeska Brygada Strzelecka (ros. Отдельная Одесская стрелковая бригада) – jednostka wojskowa białych podczas wojny domowej w Rosji
Brygada była formowana od października 1918 r. w Odessie z połączenia oddziałów ochotniczych, składających się z białych Rosjan służących wcześniej w I Wołyńskim i III Odeskim Korpusie Armijnym Armii Hetmańskiej Pawło Skoropadskiego. Na pocz. 1919 r. 6-tysięczna Brygada osiągnęła gotowość bojową. Składała się z dwóch mieszanych pułków strzeleckich, mieszanego pułku kawalerii i baterii artylerii. Na jej czele stanął gen. mjr Nikołaj S. Timanowski. Funkcję szefa sztabu pełnił kpt. Konstantin L. Kapnin.
Uczestniczyła w walkach w rejonie Oczakowa pod Odessą. Na pocz. kwietnia, pod naporem nacierających wojsk Ukraińskiej Armii Czerwonej, z Odessy ewakuowały się okrętami interwencyjne oddziały alianckie. Między 5 i 7 kwietnia z miasta wyszła też Brygada (licząca jeszcze ok. 5 tys. żołnierzy), po czym w ciężkich walkach dotarła do zajętej przez Rumunów Besarabii, tracąc po drodze cały ciężki sprzęt, samochody pancerne i artylerię. W Tulczy Francuzi rozkazali oddziałom rumuńskim rozbroić Rosjan, ale gen. N. S. Timanowski zagroził otworzeniem ognia. Ostatecznie Brygada została w maju przetransportowana na okrętach alianckich do Noworosyjska, gdzie podporządkowała się dowództwu Sił Zbrojnych Południa Rosji gen. Antona I. Denikina. Została następnie rozwinięta w 7 Dywizję Piechoty.